# Hatsukoi
Hatsukoi é o sétimo álbum japonês (décimo, no total) pela cantora e compositora nipo-americana Hikaru Utada. O álbum será lançado no Japão em 27 de junho de 2018 pela Sony Music Japan e pela subgravadora Epic Records, sendo o primeiro álbum da cantora após assinar o contrato em março de 2017 com a Epic. A arte fotográfica do álbum foi feita pelo renomado fotógrafo japonês Takay, responsável por fotografar para várias revistas internacionais de moda. Hatsukoi será lançado em dois formatos: CD físico e download. Uma tour em suporte ao álbum, chamada "Hikaru Utada Laughter in the Darker Tour 2018", é como se chama a turnê nacional da Utada em suporte ao álbum, que acontece no Japão entre novembro e dezembro do mesmo ano, para celebrar o 20º aniversário de carreira da cantora.
O álbum inclui os singles anteriores Oozora de Dakishimete, Forevermore, Anata, Play A Love Song, Hatsukoi e Chikai, além de 6 faixas inéditas. O álbum estreiou em #1 nas paradas de álbuns mais vendidos da Oricon, vendendo mais de 204 mil cópias físicas somente na primeira semana. O álbum também estreou no topo do ranking Oricon Weekly Digital Albums Chart com 38.185 downloads, fazendo deste a maior semanas de vendas digitais de um álbum no chart.
O álbum também alcançou sucesso internacional em vendas digitais. Alcançou o #2 no iTunes Brasil, Espanha, #4 nos EUA, #5 no Canadá, México e Austrália, além de outros países.

## Faixas
Todas as faixas escritas e compostas por Hikaru Utada. 
| CD and digital download. |                                                                           |         |  |
| N.º                      | Título                                                                    | Duração |  |
| 1.                       | "Play a Love Song"                                                        |         |  |
| 2.                       | "Anata (あなた, Você)"                                                    |         |  |
| 3.                       | "Hatsukoi (初恋, Primeiro Amor)"                                          |         |  |
| 4.                       | "Chikai (誓い, Juramento)"                                                |         |  |
| 5.                       | "Forevermore"                                                             |         |  |
| 6.                       | "Too Proud" (featuring Jevon)                                             |         |  |
| 7.                       | "Good Night"                                                              |         |  |
| 8.                       | "Pakuchii No Uta (パクチーの唄, Canção do coentro)"                       |         |  |
| 9.                       | "Nokoriga (残り香, Perfume remanescente)"                                 |         |  |
| 10.                      | "Oozora de Dakishimete (大空で抱きしめて, Abrace-me sob o grande céu)"    |         |  |
| 11.                      | "Yuunagi (夕凪, Tarde calma)"                                             |         |  |
| 12.                      | "Shittosarerubeki Jinsei (嫉妬されるべき人生, Uma vida de se ter inveja)" |         |  |